# Leichtathletik-Weltmeisterschaften 2017/Weitsprung der Männer

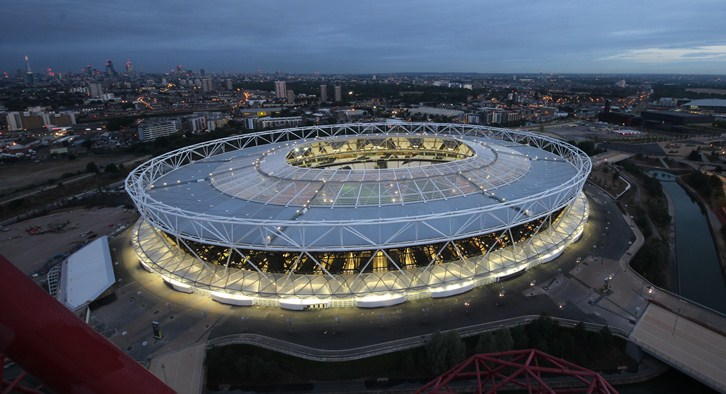
Das Olympiastadion London während der Weltmeisterschaften

Der Weitsprung der Männer wurde bei den Leichtathletik-Weltmeisterschaften 2017 am 4. und 5. August 2017 im Olympiastadion der britischen Hauptstadt London ausgetragen.
In diesem Wettbewerb errangen die südafrikanischen Weitspringer mit Gold und Bronze zwei Medaillen. Weltmeister wurde der Olympiazweite von 2016 und Vizeafrikameister von 2016 Luvo Manyonga. Er gewann vor dem US-Amerikaner Jarrion Lawson. Bronze ging an den Afrikameister von 2016 und Dritten der Afrikameisterschaften von 2014 Ruswahl Samaai.

## Bestehende Rekorde
| Weltrekord               | Mike Powell | 8,95 m | WM in Tokio, Japan | 30. August 1991 |
| Weltmeisterschaftsrekord | Mike Powell | 8,95 m | WM in Tokio, Japan | 30. August 1991 |

Der bestehende WM-Rekord wurde bei diesen Weltmeisterschaften nicht eingestellt und nicht verbessert.

## Windbedingungen
In den folgenden Ergebnisübersichten sind die Windbedingungen zu den einzelnen Sprüngen benannt. Der erlaubte Grenzwert liegt bei zwei Metern pro Sekunde. Bei stärkerer Windunterstützung wird die Weite für den Wettkampf gewertet, findet jedoch keinen Eingang in Rekord- und Bestenlisten.

## Legende
Kurze Übersicht zur Bedeutung der Symbolik – so üblicherweise auch in sonstigen Veröffentlichungen verwendet:
| –   | verzichtet                                  |
| x   | ungültig                                    |
| NWI | keine Windinformation (No Wind Information) |

## Qualifikation
4. August 2017, 19:30 Uhr Ortszeit (20:30 Uhr MESZ)
Die Athleten traten zu einer Qualifikationsrunde in zwei Gruppen an. Die Qualifikationsweite für den direkten Finaleinzug betrug 8,05 m. Da nur acht Springer diese Weite übertrafen – hellblau unterlegt, wurde das Finalfeld mit den nachfolgend besten Springern beider Gruppen – hellgrün unterlegt – auf insgesamt zwölf Teilnehmer aufgefüllt. So mussten schließlich 7,91 m für die Finalteilnahme erbracht werden.

### Gruppe A
| Platz | Name             | Nation              | 1. Versuch (m) Wind (m/s) | 2. Versuch (m) Wind (m/s) | 3. Versuch (m) Wind (m/s) | Resultat (m) |
| 01    | Radek Juška      | Tschechien          | 8,01 / +0,4               | 8,24 / +0,5               | –                         | 8,24         |
| 02    | Maykel Massó     | Kuba                | 8,15 / +0,4               | –                         | –                         | 8,15         |
| 03    | Luvo Manyonga    | Südafrika           | 8,12 / +0,5               | –                         | –                         | 8,12         |
| 04    | Michel Tornéus   | Schweden            | 8,07 / +0,3               | –                         | –                         | 8,07         |
| 05    | Shi Yuhao        | Volksrepublik China | x                         | x                         | 8,06 / ±0,0               | 8,06         |
| 06    | Jarrion Lawson   | USA                 | 8,02 / −0,4               | x                         | 8,05 / −0,1               | 8,05         |
| 07    | Emiliano Lasa    | Uruguay             | 7,96 / −0,3               | 7,79 / +0,4               | x                         | 7,96         |
| 08    | Damar Forbes     | Jamaika             | 7,82 / −0,3               | 7,86 / +0,1               | 7,93 / −0,2               | 7,93         |
| 09    | Fabrice Lapierre | Australien          | 7,67 / −0,3               | 7,91 / +0,6               | 7,84 / −0,1               | 7,91         |
| 10    | Kim Deok–hyeon   | Südkorea            | 7,73 / ++0,6              | 7,85 / +0,1               | 7,77 / −0,1               | 7,85         |
| 11    | Marquis Dendy    | USA                 | 7,71 / +0,2               | 7,78 / +0,6               | 7,55 / −0,7               | 7,78         |
| 12    | Julian Howard    | Deutschland         | 7,72 / +0,4               | x                         | x                         | 7,72         |
| 13    | Huang Changzhou  | Volksrepublik China | 7,60 / ±0,0               | 7,51 / +0,1               | 7,70 / +0,4               | 7,70         |
| 14    | Zarck Visser     | Südafrika           | 7,37 / ±0,0               | 7,60 / +0,5               | 7,66 / +0,5               | 7,66         |
| 15    | Yahya Berrabah   | Marokko             | 7,49 / +0,2               | 7,33 / ±0,0               | 7,33 / +0,4               | 7,49         |
| 16    | Arttu Pajulahti  | Finnland            | 7,49 / +0,2               | x                         | x                         | 7,49         |

In Qualifikationsgruppe A ausgeschiedene Weitspringer:

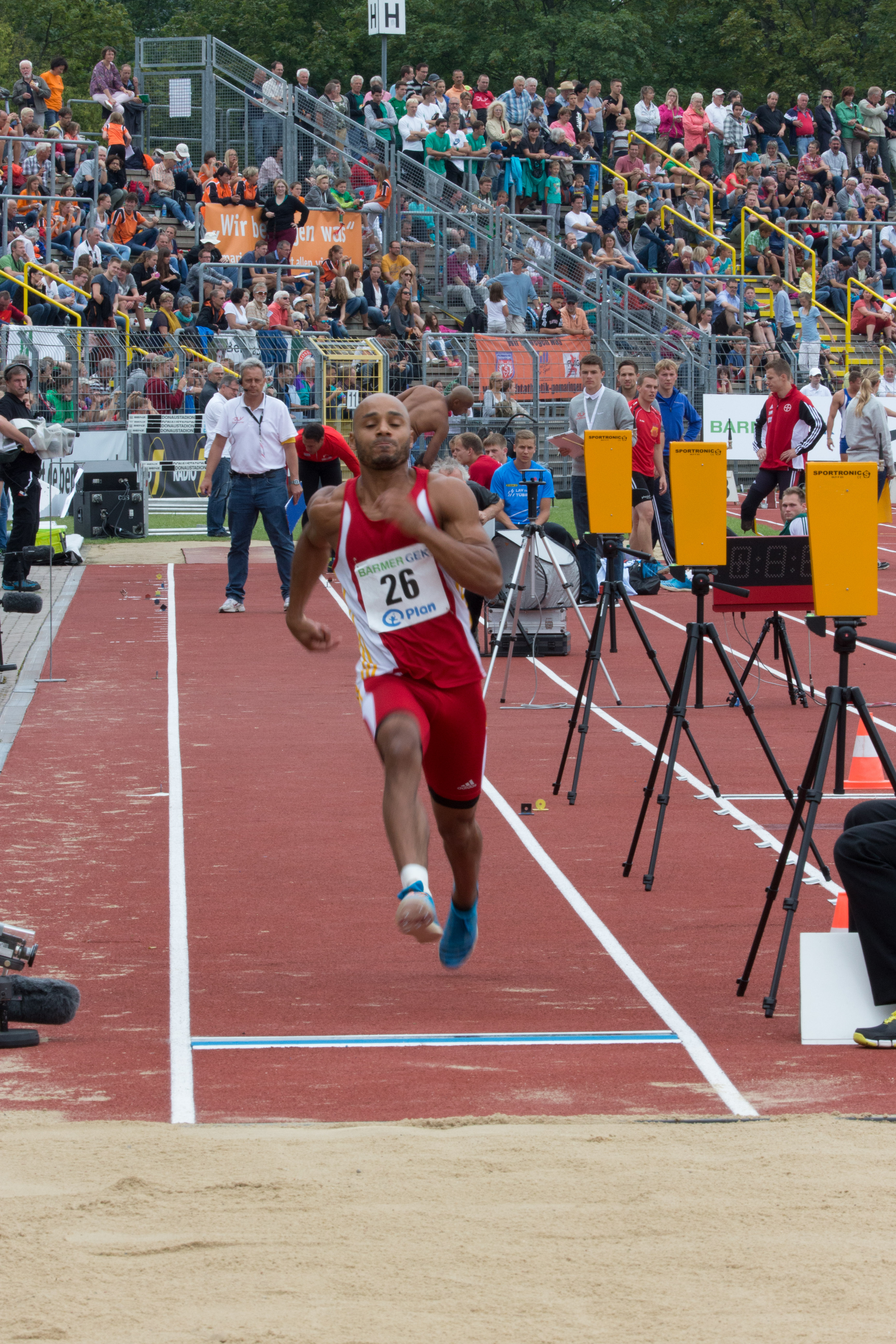
Julian Howard Rang zwölf mit 7,72 m
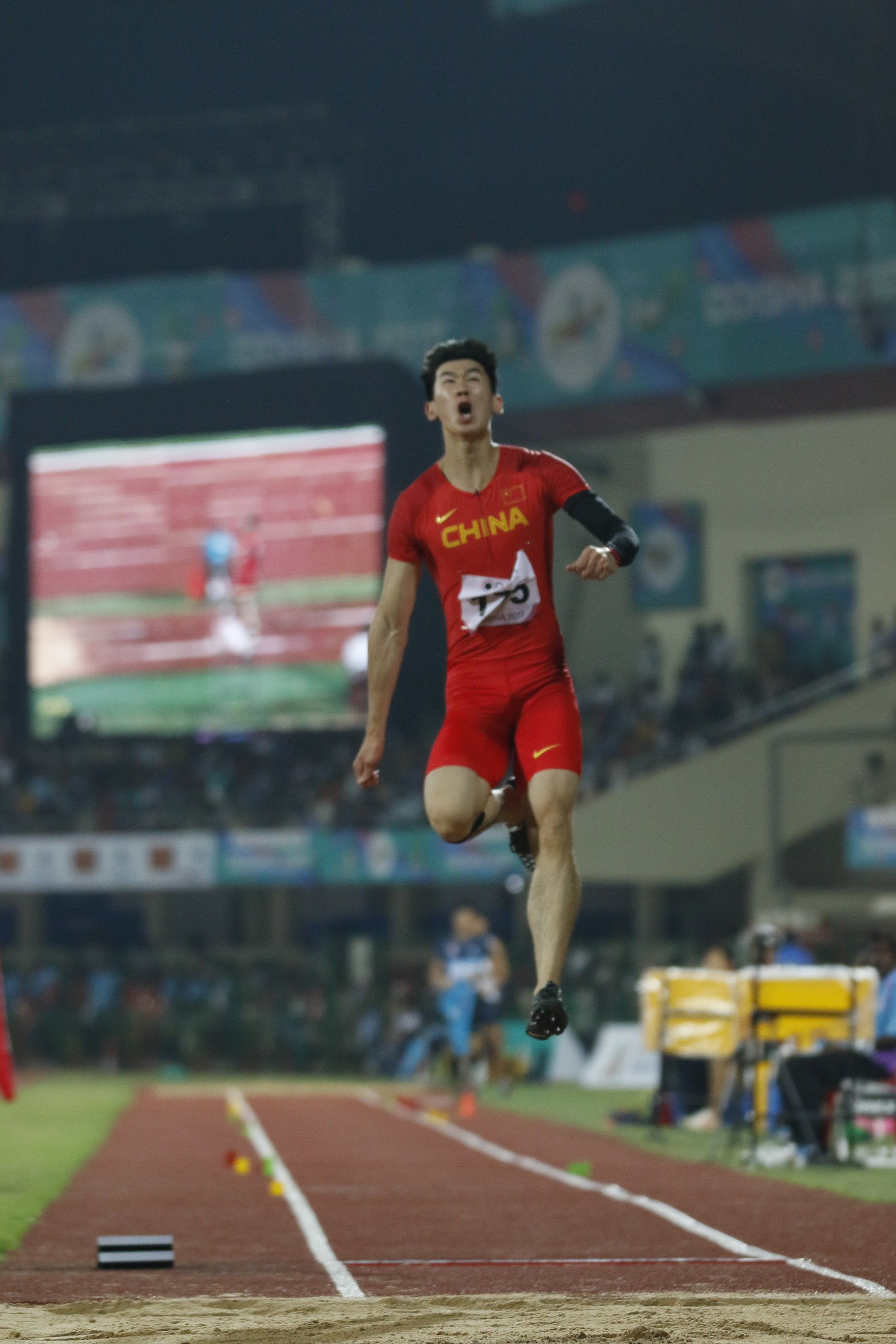
Huang Changzhou Rang dreizehn mit 7,70 m
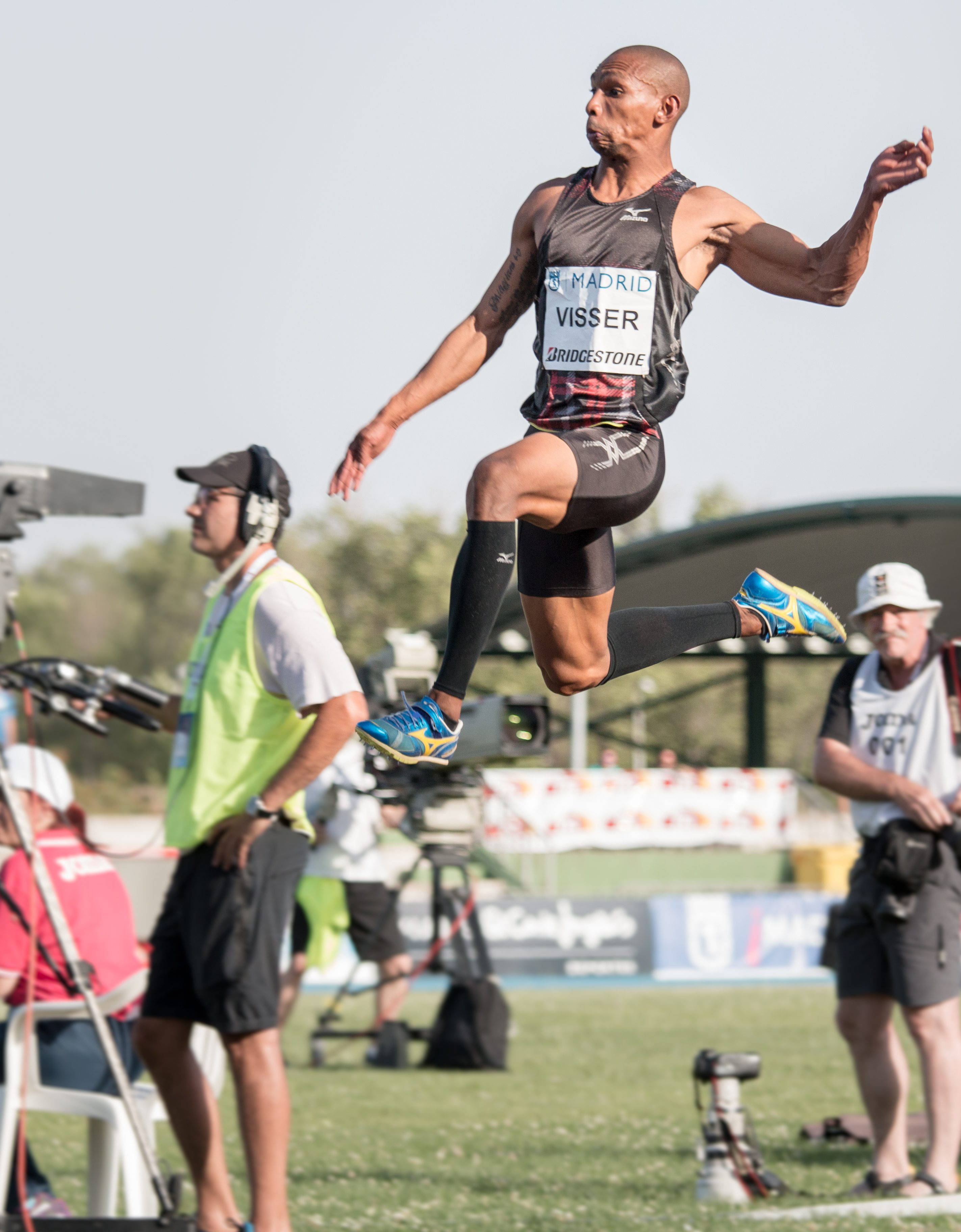
Zarck Visser Rang vierzehn mit 7,66 m
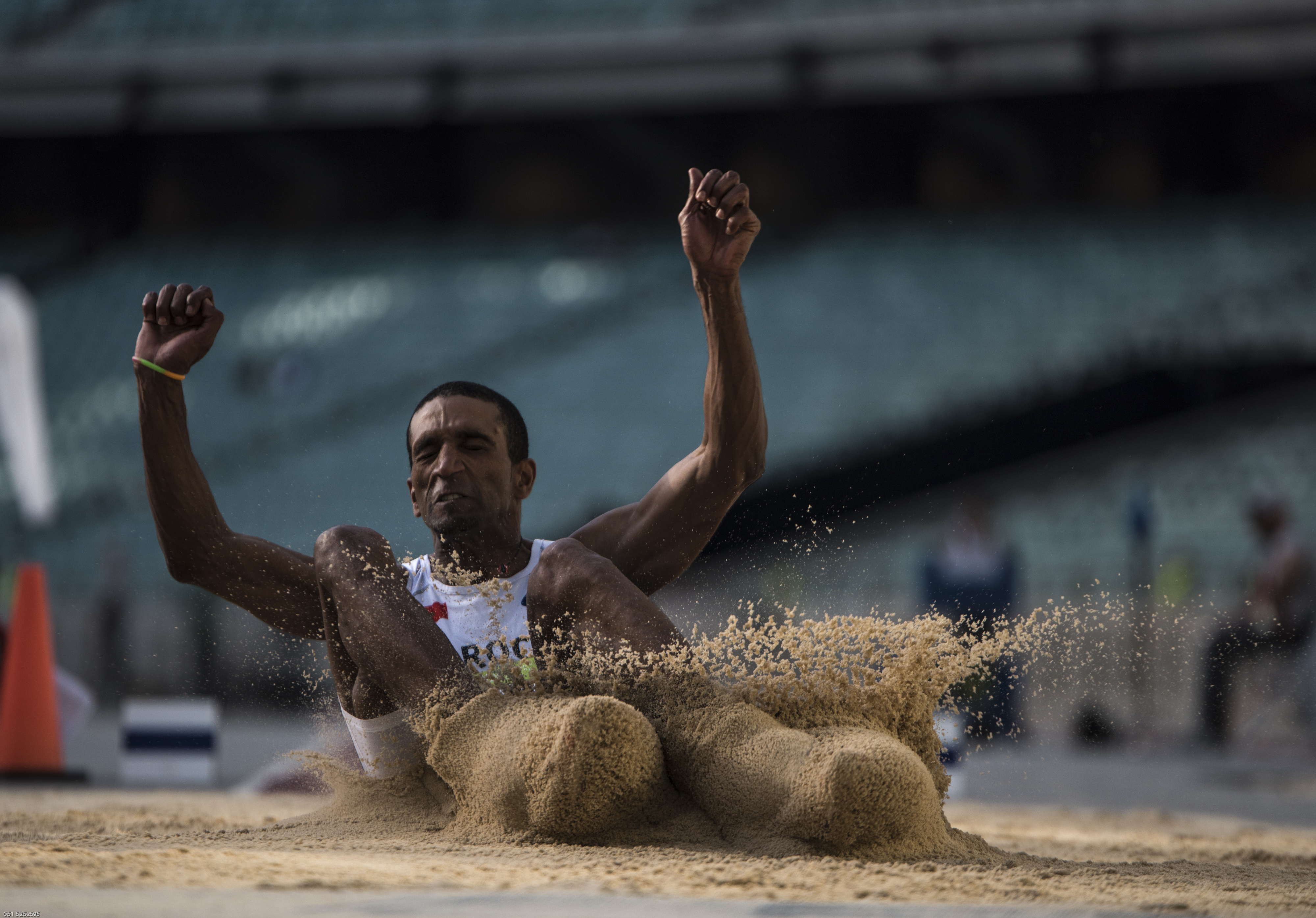
Yahya Berrabah Rang fünfzehn mit 7,49 m

### Gruppe B
| Platz | Name                   | Nation                      | 1. Versuch (m) Wind (m/s) | 2. Versuch (m) Wind (m/s) | 3. Versuch (m) Wind (m/s) | Resultat (m) |
| 01    | Ruswahl Samaai         | Südafrika                   | 7,95 / −1,1               | 8,04 / −0,2               | 8,14 / −0,2               | 8,14         |
| 02    | Alexander Menkow       | Authorised Neutral Athletes | 8,07 / NWI                | –                         | –                         | 8,07         |
| 03    | Wang Jianan            | Volksrepublik China         | 7,83 / −0,6               | 7,89 / −0,3               | 7,92 / −0,4               | 7,92         |
| 04    | Tyrone Smith           | Bermuda                     | 7,74 / +0,3               | 7,88 / −0,3               | 7,84 / −0,3               | 7,88         |
| 05    | Henry Frayne           | Australien                  | 7,68 / +0,4               | 7,88 / −0,1               | 6,61 / −1,1               | 7,88         |
| 06    | Juan Miguel Echevarría | Kuba                        | 7,86 / −0,5               | 7,72 / −0,2               | 7,02 / −1,1               | 7,86         |
| 07    | Jeff Henderson         | USA                         | 7,74 / +0,3               | x                         | 7,84 / −1,1               | 7,84         |
| 08    | Kevin Ojiaku           | Italien                     | 7,82 / −0,1               | 7,64 / −0,2               | 7,38 / −0,6               | 7,82         |
| 09    | Miltiadis Tendoglou    | Griechenland                | 7,70 / −0,8               | 7,79 / +0,6               | x                         | 7,79         |
| 10    | Ramone Bailey          | Jamaika                     | 7,76 / −0,5               | 7,51 / −0,5               | 7,49 / +0,1               | 7,76         |
| 11    | Lazar Anić             | Serbien                     | x                         | 7,34 / +0,2               | 7,71 / −0,7               | 7,71         |
| 12    | Tomasz Jaszczuk        | Polen                       | 7,58 / ±0,0               | 7,64 / −0,2               | x                         | 7,64         |
| 13    | Paulo Sérgio Oliveira  | Brasilien                   | 7,53 / +0,3               | x                         | x                         | 7,53         |
| 14    | Serhij Nykyforow       | Ukraine                     | x                         | x                         | 7,47 / −1,1               | 7,47         |
| 15    | Quincy Breell          | Aruba                       | 6,90 / ±0,0               | x                         | x                         | 6,90         |
| NM    | Eusebio Cáceres        | Spanien                     | x                         | x                         | x                         | ogV          |

In Qualifikationsgruppe B ausgeschiedene Weitspringer:

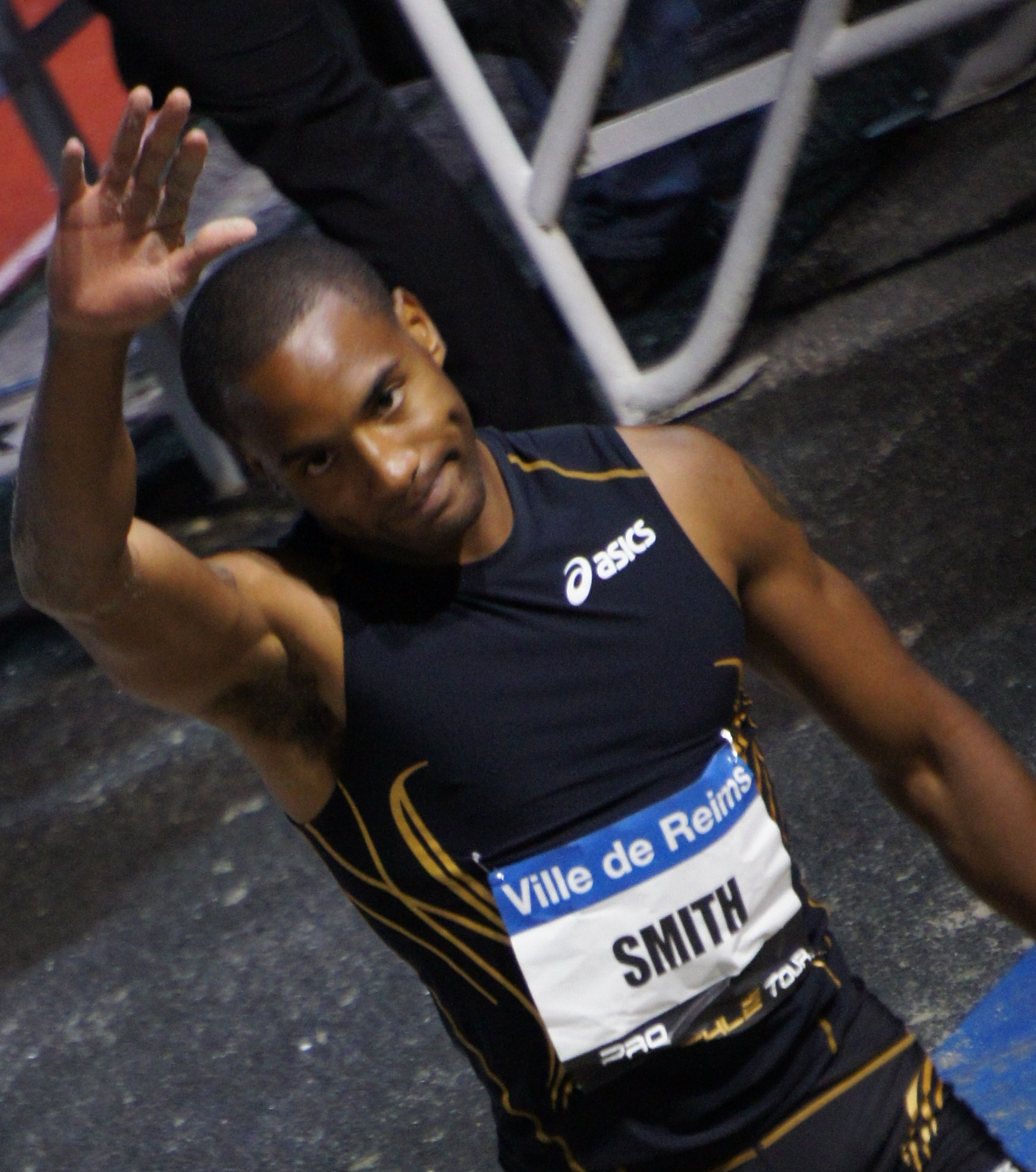
Tyrone Smith Rang vier mit 7,88 m
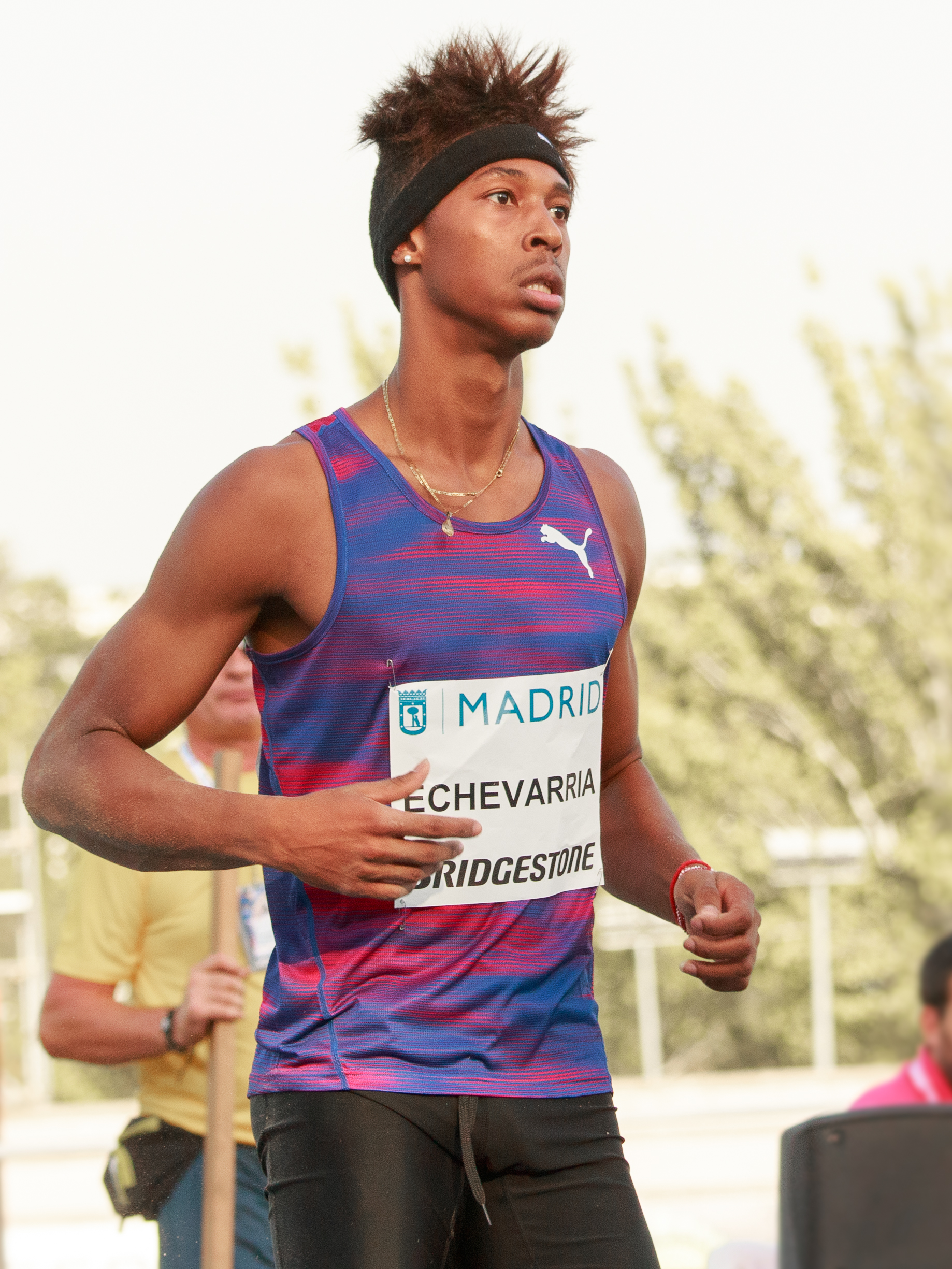
Juan Miguel Echevarría Rang sechs mit 7,86 m
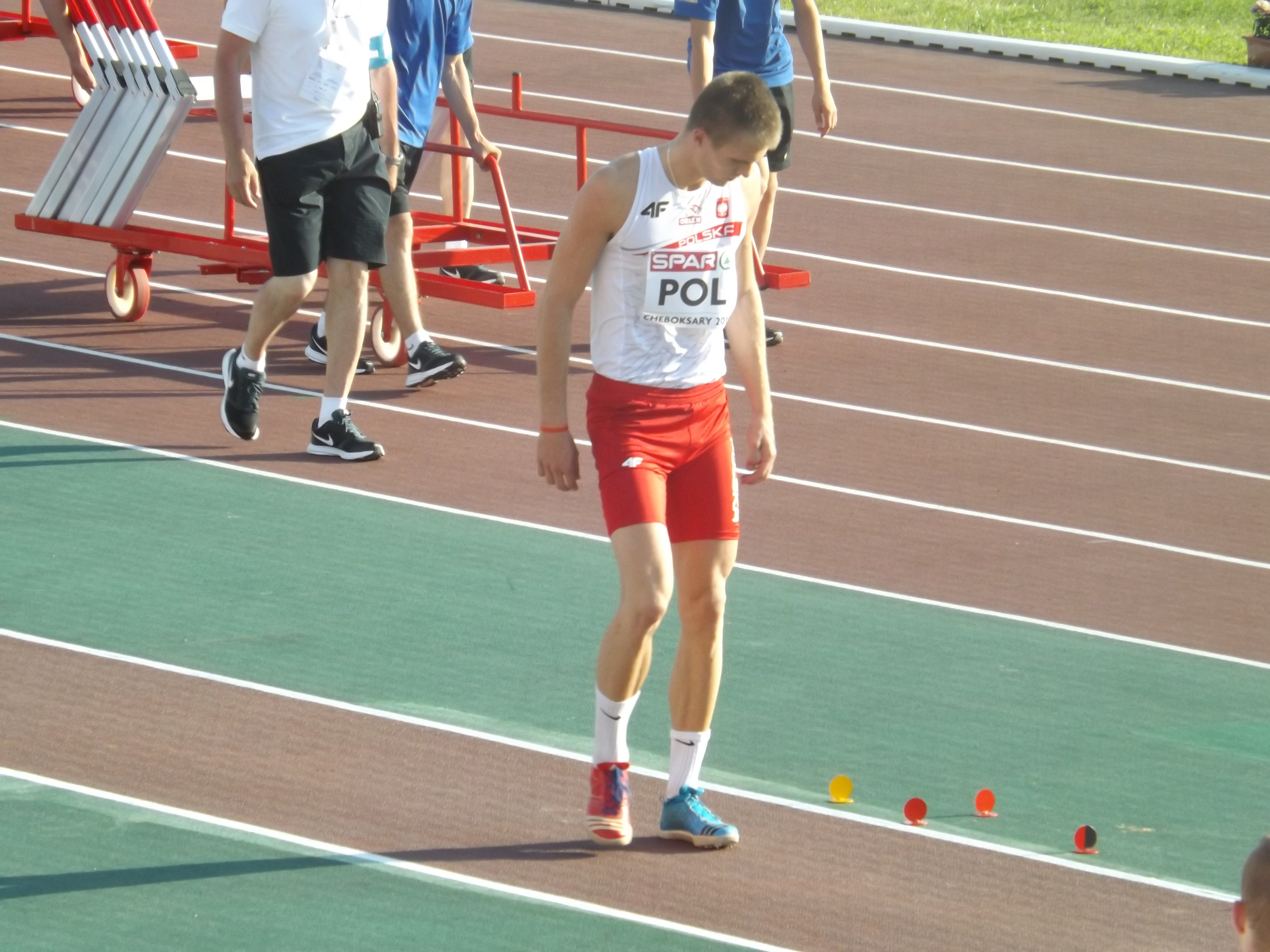
Tomasz Jaszczuk Rang zwölf mit 7,64 m

## Finale
5. August 2017, 20:05 Uhr  Ortszeit (21:05 Uhr MESZ)
Es gab hier keinen ausgesprochen einzelnen Favoriten. Zu den Medaillenkandidaten zählten der US-amerikanische Olympiasieger von 2016 Jeff Henderson, der Olympiazweite Luvo Manyonga aus Südafrika, der unter neutraler Flagge startende Weltmeister von 2013 Alexander Menkow, der australische Vizeweltmeister von 2015 Fabrice Lapierre, der chinesische WM-Dritte von 2015 und Olympiafünfte von 2016 Wang Jianan sowie der Olympiavierte von 2016 Jarrion Lawson aus den USA.
Von Beginn an entwickelte sich der Weitsprung zu einem spannenden Wettbewerb. Lawson setzte sich nach dem ersten Durchgang mit 8,37 m an die Spitze vor Menkow mit 8,27 m. Mit nur einem Zentimeter hinter Menkow folgte der Südafrikaner Rushwal Samaai als Dritter. In Runde zwei gelangen Manyonga 8,48 m, womit er nun die Führung übernahm. Lawson blieb Zweiter, verbesserte sich aber auf 8,43 m. Jianan sprang 8,23 m und war damit Fünfter hinter Samaai und Menkow. Auch in Durchgang drei gab es vor allem durch Lawson mit 8,40 m und Manyonga mit 8,38 m gute Weiten, jedoch keine Verbesserungen.
In der fünften Versuchsreihe verdrängte der Kubaner Maykel Massó mit seinen 8,26 m Jianan von Platz fünf. Noch einmal in sich hatte es der letzte Durchgang. Jarrion Lawson blieb mit seinen 8,44 m nur drei Zentimeter hinter dem neuen Weltmeister Luvo Manyonga zurück. Rushwal Samaai steigerte sich auf 8,32 m und gewann damit die Bronzemedaille. Der vorher auf Platz drei liegende Alexander Menkow wurde schließlich Vierter mit seinen 8,27 m aus Runde eins. Maykel Massó behielt seinen fünften Platz. Der Chinese Shi Yuhao zog nach seinen 8,23 m noch mit seinem Landsmann Wang Jianan gleich. Yuhao belegte im Endklassement aufgrund seines weiteren zweitbesten Versuchs Platz sechs. Hinter Jianan wurde der Schwede Michel Tornéus mit 8,18 m aus Durchgang eins Achter.
| Platz | Name             | Nation                      | 1. Versuch (m) Wind (m/s) | 2. Versuch (m) Wind (m/s) | 3. Versuch (m) Wind (m/s) | 4. Versuch (m) Wind (m/s)                | 5. Versuch (m) Wind (m/s)                | 6. Versuch (m) Wind (m/s)                | Resultat (m) |
|       | Luvo Manyonga    | Südafrika                   | x                         | 8,48 / +0,4               | 8,32 / +1,1               | 8,29 / +0,6                              | 8,17 / +0,4                              | x                                        | 8,48         |
|       | Jarrion Lawson   | USA                         | 8,37 / −0,4               | 8,43 / +0,1               | 8,40 / +1,2               | 8,11 / +1,0                              | 8,31 / +0,5                              | 8,44 / +0,6                              | 8,44 SB      |
|       | Ruswahl Samaai   | Südafrika                   | 8,25 / −0,7               | x                         | 8,15 / +0,4               | x                                        | 8,27 / +0,6                              | 8,32 / −0,1                              | 8,32         |
| 4     | Alexander Menkow | Authorised Neutral Athletes | 8,27 / ±0,0               | x                         | x                         | x                                        | x                                        | x                                        | 8,27         |
| 5     | Maykel Massó     | Kuba                        | x                         | 8,11 / +0,6               | 8,22 / +1,0               | x                                        | 8,26 / +0,8                              | 7,98 / −0,3                              | 8,26         |
| 6     | Shi Yuhao        | Volksrepublik China         | 7,93 / +0,4               | 8,17 / +0,8               | x                         | 7,74 / +0,3                              | x                                        | 8,23 / −0,3                              | 8,23         |
| 7     | Wang Jianan      | Volksrepublik China         | 8,14 / −0,1               | 8,23 / +0,6               | 7,95 / −0,1               | 8,00 / +0,3                              | 7,85 / +0,8                              | 7,89 / +0,1                              | 8,23         |
| 8     | Michel Tornéus   | Schweden                    | 8,18 / +0,4               | x                         | x                         | x                                        | 7,92 / +0,8                              | 8,05 / +0,3                              | 8,18         |
| 9     | Emiliano Lasa    | Uruguay                     | 8,06 / +0,1               | x                         | 8,11 / +0,7               | nicht im Finale der besten acht Springer | nicht im Finale der besten acht Springer | nicht im Finale der besten acht Springer | 8,11         |
| 10    | Radek Juška      | Tschechien                  | 7,81 / −0,5               | 8,02 / +0,7               | 5,34 / +0,5               | nicht im Finale der besten acht Springer | nicht im Finale der besten acht Springer | nicht im Finale der besten acht Springer | 8,02         |
| 11    | Fabrice Lapierre | Australien                  | 7,89 / +0,7               | 7,93 / +0,6               | 7,91 / +0,8               | nicht im Finale der besten acht Springer | nicht im Finale der besten acht Springer | nicht im Finale der besten acht Springer | 7,93         |
| 12    | Damar Forbes     | Jamaika                     | 7,61 / +0,6               | 7,91 / +0,6               | 7,85 / +0,4               | nicht im Finale der besten acht Springer | nicht im Finale der besten acht Springer | nicht im Finale der besten acht Springer | 7,91         |

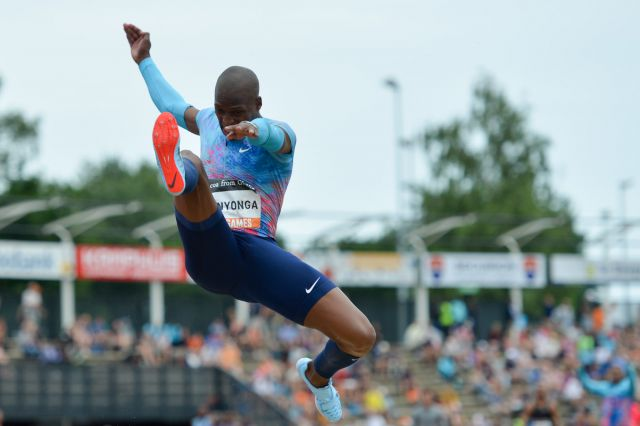
Weltmeister Luvo Manyonga
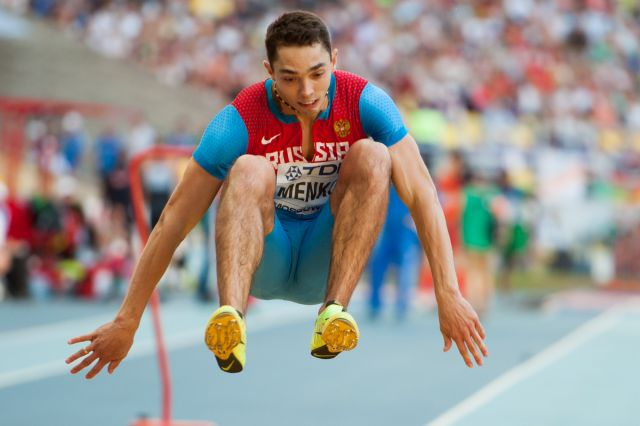
Alexander Menkow wurde Vierter
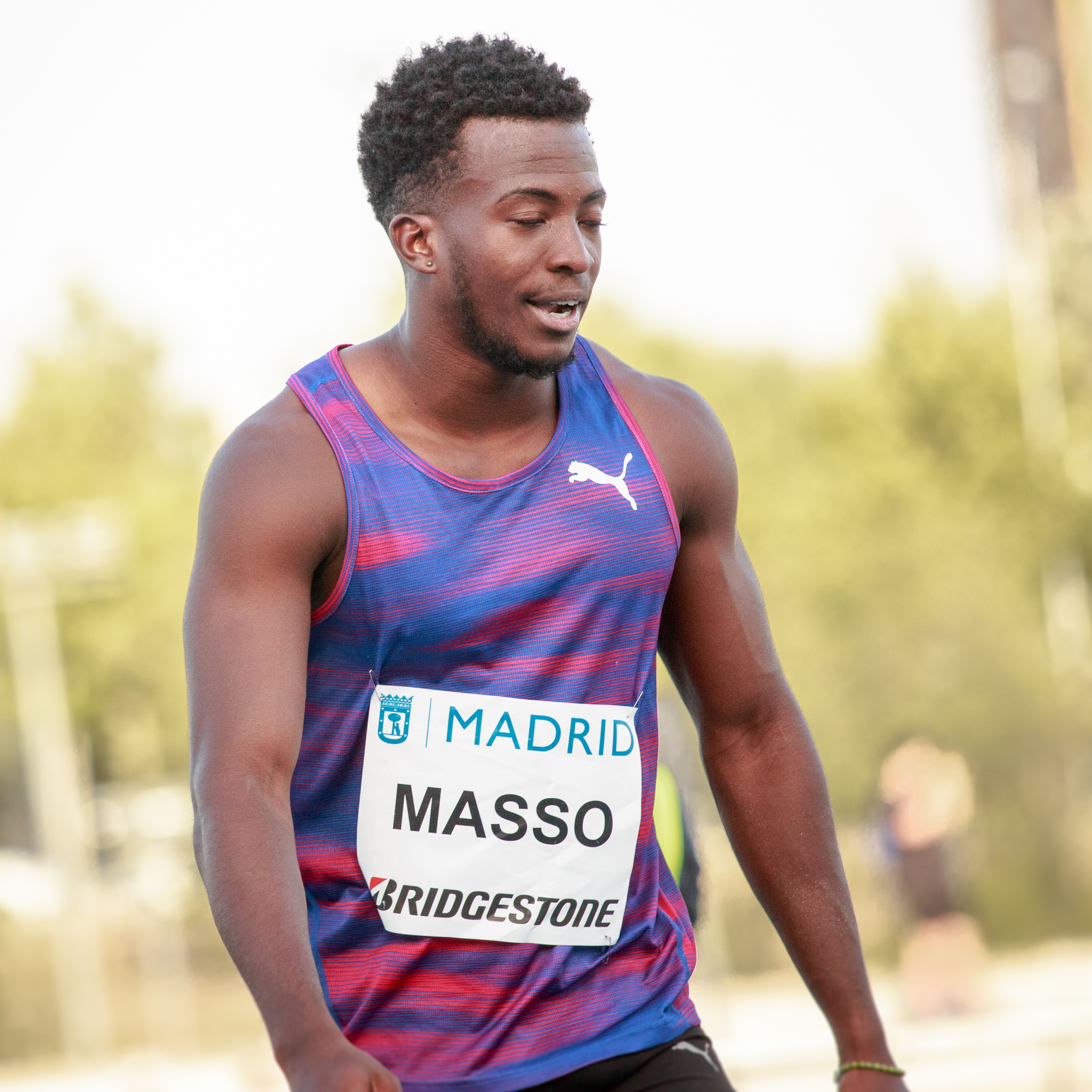
Maykel Massó belegte Rang fünf
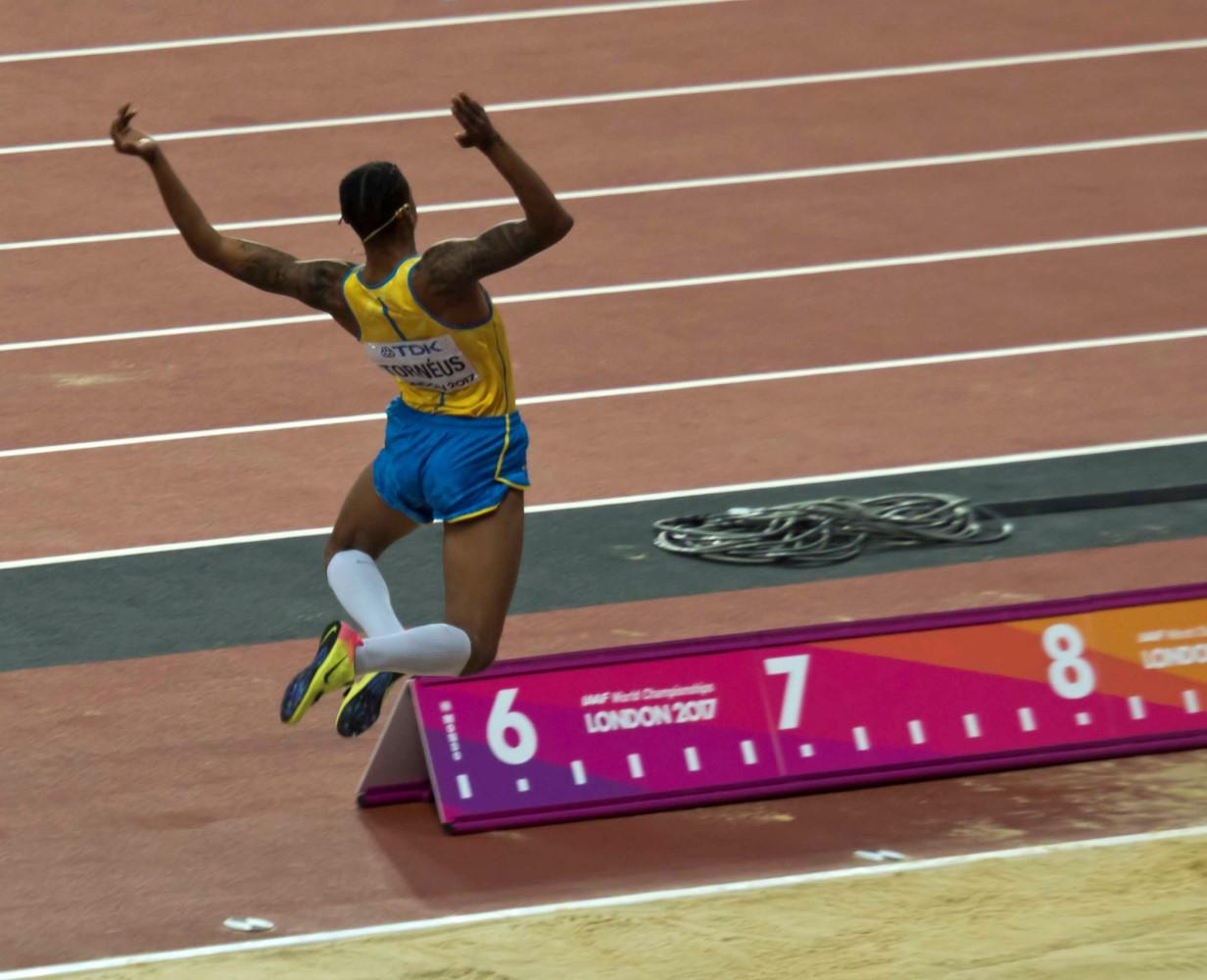
Michel Tornéus kam auf den achten Platz
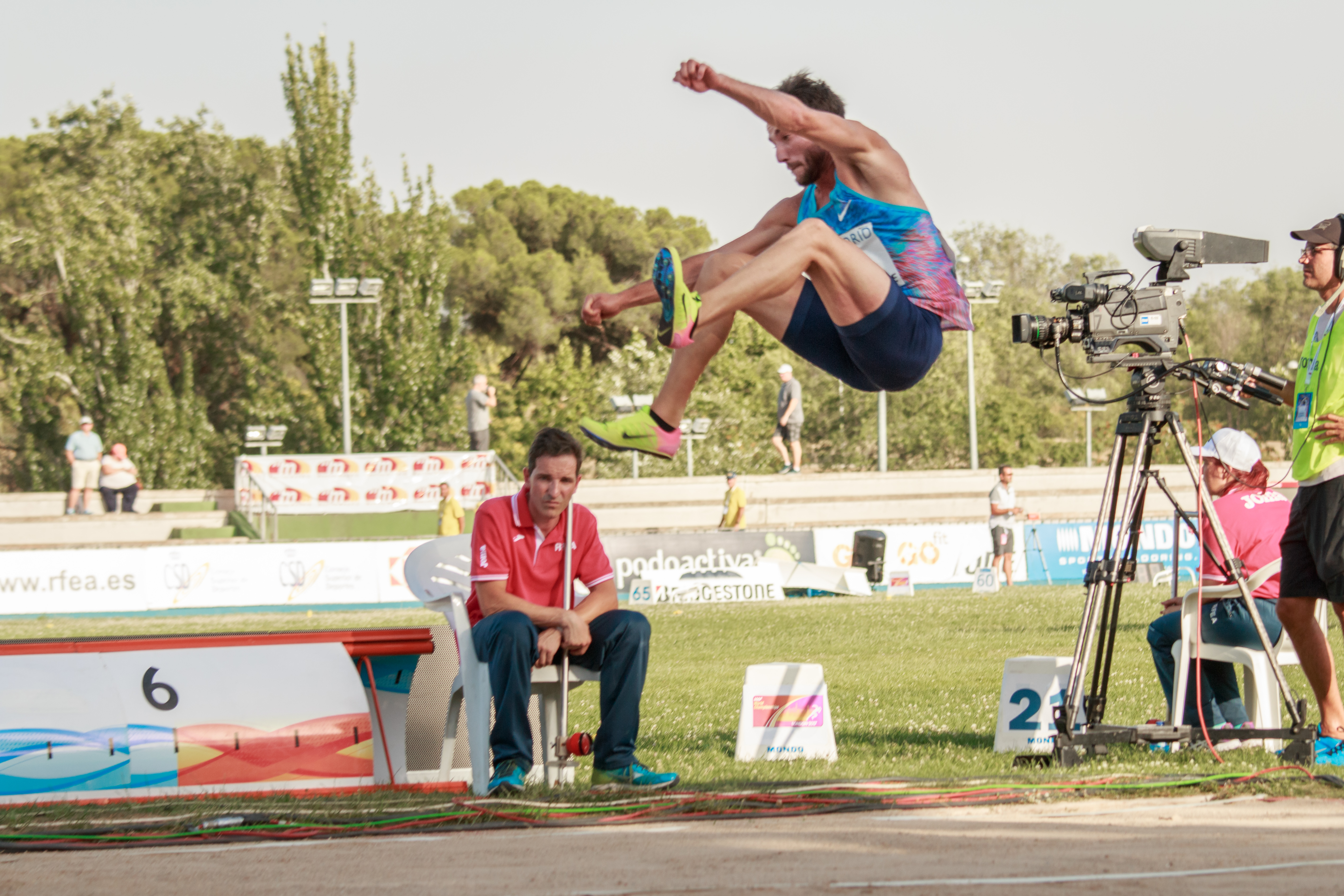
Rang neun für Emiliano Lasa
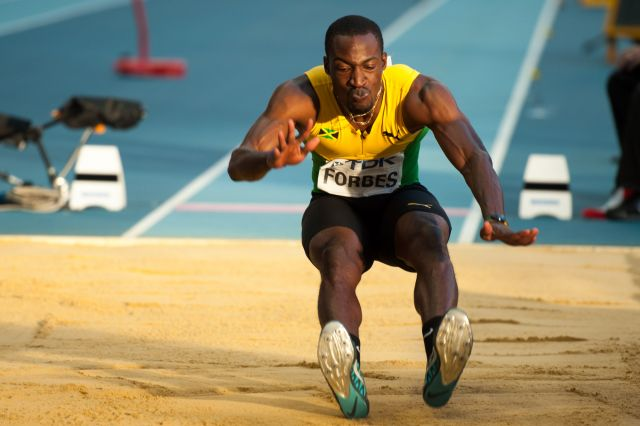
Damar Forbes erreichte Rang zwölf

## Video
- Luvo Manyonga 8,48m, youtube.com, abgerufen am 28. Februar 2021